# Hudson, Ohio
Hudson là một thành phố thuộc quận Summit, tiểu bang Ohio, Hoa Kỳ. Năm 2010, dân số của thành phố này là 22262 người.

## Dân số
- Dân số năm 2000: 22439 người.
- Dân số năm 2010: 22262 người.